# Albshausen (Rauschenberg)
Albshausen ist ein Ortsteil der Stadt Rauschenberg im mittelhessischen Landkreis Marburg-Biedenkopf. Der Ort liegt am Rande des Burgwaldes. Etwa 500 m südlich verläuft die Bundesstraße 3.

## Geschichte

### Ortsgeschichte
Die älteste bekannte schriftliche Erwähnung von Albshausen erfolgte unter dem Namen Aleboldeshusen und wird in die Zeit von 1200 bis 1220 datiert.
Die evangelische Kirche, die mit einem dreiseitigen spätgotischen Chor schließt. Die im Kern spätgotische Saalkirche wurde von 1711 bis 1714 neu gebaut. Das Dachwerk von 1576 wurde dabei wieder verwendet. Der mit einer Haube bekrönte Dachreiter stammt von 1681. Im Innenraum ruht ein flachbogiges Rippengewölbe auf Konsolen. An drei Seiten stehen Emporen, die steinerne Kanzel am Triumphbogen ist eine Arbeit des Meisters Müller. Die neugotische Orgel baute Johann Peter Dickel im Jahr 1882 ein.
Im Zuge der Gebietsreform in Hessen genehmigte die Landesregierung mit Wirkung vom 31. Dezember 1971 den freiwilligen Zusammenschluss der Stadt Rauschenberg und der Gemeinden Albshausen, Bracht, Ernsthausen, Josbach, Schwabendorf und Wolfskaute im damaligen Landkreis Marburg zu einer Stadt mit dem Namen Rauschenberg. Für alle ehemals eigenständigen Gemeinden sowie für die Kernstadt wurde je ein Ortsbezirk gebildet.

### Verwaltungsgeschichte im Überblick
Die folgende Liste zeigt die Staaten und Verwaltungseinheiten, denen Albshausen angehört(e):
- vor 1567: Heiliges Römisches Reich, Landgrafschaft Hessen, Amt Rauschenberg[6]
- ab 1567: Heiliges Römisches Reich, Landgrafschaft Hessen-Marburg, Amt Rauschenberg[7]
- 1604–1648: Heiliges Römisches Reich, strittig zwischen Landgrafschaft Hessen-Darmstadt und Landgrafschaft Hessen-Kassel (Hessenkrieg)
- ab 1648: Heiliges Römisches Reich, Landgrafschaft Hessen-Kassel, Amt Rauschenberg
- ab 1806: Landgrafschaft Hessen-Kassel, Amt Rauschenberg
- 1807–1813: Königreich Westphalen, Departement der Werra, Distrikt Marburg, Kanton Rauschenberg
- ab 1815: Kurfürstentum Hessen, Amt Rauschenberg[8]
- ab 1821: Kurfürstentum Hessen, Provinz Oberhessen, Kreis Kirchhain[9][Anm. 2]
- ab 1848: Kurfürstentum Hessen, Bezirk Marburg
- ab 1851: Kurfürstentum Hessen, Provinz Oberhessen, Kreis Kirchhain
- ab 1866: Königreich Preußen, Provinz Hessen-Nassau, Regierungsbezirk Kassel, Kreis Kirchhain
- ab 1871: Deutsches Reich,  Königreich Preußen, Provinz Hessen-Nassau, Regierungsbezirk Kassel, Kreis Kirchhain
- ab 1918: Deutsches Reich, Freistaat Preußen, Provinz Hessen-Nassau, Regierungsbezirk Kassel, Kreis Kirchhain
- ab 1932: Deutsches Reich, Freistaat Preußen, Provinz Hessen-Nassau, Regierungsbezirk Kassel, Kreis Marburg
- ab 1944: Deutsches Reich, Freistaat Preußen, Provinz Kurhessen, Landkreis Marburg
- ab 1945: Amerikanische Besatzungszone, Groß-Hessen, Regierungsbezirk Kassel, Landkreis Marburg
- ab 1946: Amerikanische Besatzungszone, Hessen, Regierungsbezirk Kassel, Landkreis Marburg
- ab 1949: Bundesrepublik Deutschland, Hessen, Regierungsbezirk Kassel, Landkreis Marburg
- ab 1972: Bundesrepublik Deutschland, Hessen, Regierungsbezirk Kassel, Landkreis Marburg, Stadt Rauschenberg[Anm. 3]
- ab 1974: Bundesrepublik Deutschland, Hessen, Regierungsbezirk Kassel, Landkreis Marburg-Biedenkopf, Stadt Rauschenberg
- ab 1981: Bundesrepublik Deutschland, Hessen, Regierungsbezirk Gießen, Landkreis Marburg-Biedenkopf, Stadt Rauschenberg

## Bevölkerung

### Einwohnerstruktur 2011
Nach den Erhebungen des Zensus 2011 lebten am Stichtag dem 9. Mai 2011 in Albshausen 273 Einwohner. Darunter waren 9 (3,3 %) Ausländer.
Nach dem Lebensalter waren 48 Einwohner unter 18 Jahren, 117 zwischen 18 und 49, 63 zwischen 50 und 64 und 48 Einwohner waren älter. Die Einwohner lebten in 120 Haushalten. Davon waren 30 Singlehaushalte, 27 Paare ohne Kinder und 42 Paare mit Kindern, sowie 15 Alleinerziehende und 3 Wohngemeinschaften. In 18 Haushalten lebten ausschließlich Senioren und in 81 Haushaltungen lebten keine Senioren.

### Einwohnerentwicklung
| Quelle: Historisches Ortslexikon |                                                                                         |
| • um 1530:                       | 14 Männer                                                                               |
| • 1577:                          | 20 Hausgesesse                                                                          |
| • 1629:                          | 24 Dienste, 21 Einläuftige                                                              |
| • 1681:                          | 14 hausgesessene Mannschaften                                                           |
| • 1744:                          | 36 Hausgesesse                                                                          |
| • 1838:                          | Familien: 26 nutzungsberechtigte, 12 nicht nutzungsberechtigte Ortsbürger, 18 Beisassen |

| Albshausen: Einwohnerzahlen von 1834 bis 2016 | Albshausen: Einwohnerzahlen von 1834 bis 2016 | Albshausen: Einwohnerzahlen von 1834 bis 2016 | Albshausen: Einwohnerzahlen von 1834 bis 2016 | Albshausen: Einwohnerzahlen von 1834 bis 2016 |
| --- | --------------------------------------------- | --------------------------------------------- | --------------------------------------------- | --------------------------------------------- |
| Jahr |                                               |                                               |                                               | Einwohner                                     |
| 1834 | 1834                                          |                                               | 284                                           | 284                                           |
| 1840 | 1840                                          |                                               | 317                                           | 317                                           |
| 1846 | 1846                                          |                                               | 341                                           | 341                                           |
| 1852 | 1852                                          |                                               | 345                                           | 345                                           |
| 1858 | 1858                                          |                                               | 306                                           | 306                                           |
| 1864 | 1864                                          |                                               | 304                                           | 304                                           |
| 1871 | 1871                                          |                                               | 275                                           | 275                                           |
| 1875 | 1875                                          |                                               | 280                                           | 280                                           |
| 1885 | 1885                                          |                                               | 280                                           | 280                                           |
| 1895 | 1895                                          |                                               | 247                                           | 247                                           |
| 1905 | 1905                                          |                                               | 254                                           | 254                                           |
| 1910 | 1910                                          |                                               | 277                                           | 277                                           |
| 1925 | 1925                                          |                                               | 252                                           | 252                                           |
| 1939 | 1939                                          |                                               | 265                                           | 265                                           |
| 1946 | 1946                                          |                                               | 435                                           | 435                                           |
| 1950 | 1950                                          |                                               | 425                                           | 425                                           |
| 1956 | 1956                                          |                                               | 350                                           | 350                                           |
| 1961 | 1961                                          |                                               | 331                                           | 331                                           |
| 1967 | 1967                                          |                                               | 343                                           | 343                                           |
| 1970 | 1970                                          |                                               | 333                                           | 333                                           |
| 1980 | 1980                                          |                                               | ?                                             | ?                                             |
| 1990 | 1990                                          |                                               | ?                                             | ?                                             |
| 2000 | 2000                                          |                                               | ?                                             | ?                                             |
| 2011 | 2011                                          |                                               | 273                                           | 273                                           |
| 2016 | 2016                                          |                                               | 269                                           | 269                                           |
| Datenquelle: Historisches Gemeindeverzeichnis für Hessen: Die Bevölkerung der Gemeinden 1834 bis 1967. Wiesbaden: Hessisches Statistisches Landesamt, 1968. Weitere Quellen: LAGIS; Zensus 2011; 2016 |                                               |                                               |                                               |                                               |

### Historische Religionszugehörigkeit
| Quelle: Historisches Ortslexikon |                                                                    |
| • 1861:                          | alle Einwohner evangelisch-lutherische                             |
| • 1885:                          | 279 evangelische (= 99,65 %), ein jüdischer (= 0,36 %) Einwohner   |
| • 1961:                          | 279 evangelische (= 84,29 %), 52 katholische (= 15,71 %) Einwohner |

### Historische Erwerbstätigkeit
| Quelle: Historisches Ortslexikon | |
| • 1744:                          | Erwerbspersonen: 10 Leineweber, 1 Wagner (jeweils nur Eigenbedarf), 2 Tagelöhner                                                    |
| • 1838:                          | Familien: 36 Ackerbau, 7 Gewerbe |
| • 1961:                          | Erwerbspersonen: 107 Land- und Forstwirtschaft, 43 Produzierendes Gewerbe, 12 Handel und Verkehr, 13 Dienstleistungen und Sonstiges |

## Politik
Für Albshausen besteht ein Ortsbezirk mit Ortsbeirat und Ortsvorsteher nach der Hessischen Gemeindeordnung.
Der Ortsbeirat für den Ortsbezirk Albshausen besteht aus fünf Mitgliedern. Die Wahlbeteiligung zur Wahl des Ortsbeirats bei der Kommunalwahl 2021 54,98 %. Alle Kandidaten gehörten der Liste „Bürger für Albshausen“ an. Der Ortsbeirat wählte Uwe Hartmann zum Ortsvorsteher.

## Kultur und Infrastruktur
In Albshausen gibt es ein Dorfgemeinschaftshaus.
Das kulturelle Ortsleben prägen folgende Vereine:
- Freiwillige Feuerwehr
- Freizeitclub
- Heimatverein
- Jugendclub
- Schützenverein